# Michail Kasjanov
Michail Kasjanov (rusky Михаил Михайлович Касьянов, * 8. prosince 1957 Moskva) je ruský politik. V letech 2000–2004, v době prezidentství Vladimira Putina, byl premiérem Ruska. Později se ale přidal k Putinovým kritikům.
V roce 2008 usiloval o funkci ruského prezidenta, ústřední volební komise jej však odmítla zaregistrovat s odkazem na příliš vysoký počet neplatných podpisů na podporu jeho kandidatury.

## Mládí
Michail Kasjanov pochází z obyčejné sovětské rodiny. Jeho otec působil jako učitel matematiky a později ředitel školy, přičemž se také účastnil druhé světové války. Matka pracovala jako ekonomka a vedoucí oddělení ve stavební společnosti. V roce 1976 nastoupil na Moskevský dopravní a silniční institut. Po nástupu do studia následovala tříletá vojenská služba v sovětské armádě. V letech 1978–1981 působil jako technik a posléze jako inženýr ve vědeckém oddělení státního výboru pro výstavbu, přičemž souběžně dokončoval svá studia, která zakončil v roce 1981. Následujících devět let strávil ve Státním plánovacím úřadu (gosplan), kde postupně pracoval jako inženýr, ekonom a vedoucí oddělení.

## Kariéra

### Ministerstvo ekonomiky a ministerstvo financí (1990–1999)
Na počátku 90. let se Kasjanov zapojil do státní ekonomické správy. Mezi lety 1990–1993 působil v ekonomickém úřadu RSFSR a následně na Ministerstvu ekonomiky. V roce 1993 se stal vedoucím oddělení zahraničních úvěrů a vnějšího dluhu. O dva roky později, v listopadu 1995, byl jmenován náměstkem ministra financí. V této roli se věnoval především restrukturalizaci dluhů zděděných po bývalém Sovětském svazu, které dosahovaly zhruba 150 miliard dolarů. V roce 1996 dosáhl významné dohody s Pařížským a Londýnským klubem, která umožnila restrukturalizaci dluhu na období 25 let se sedmiletým odkladem splácení jistiny. Díky této dohodě získalo Rusko přístup na mezinárodní kapitálové trhy, což vedlo k vydání euroobligací, poprvé od roku 1913. 
Po ruské měnové krizi v roce 1998, která vedla k prudké devalvaci rublu, vedl Kasjanov vyjednávací tým pro restrukturalizaci zahraničních i vnitřních dluhů vlády. Díky jeho úsilí se Rusku podařilo získat podporu Mezinárodního měnového fondu, a to jak finanční, tak i politickou. Stabilizace rublu, která následovala, přispěla k poklesu inflace a k obnově reálného sektoru ruské ekonomiky. Kasjanov si tímto vysloužil přezdívku „hlavní finanční diplomat země“.

### Ministr financí (1999–2000)
Po odvolání vlády Jevgenije Primakova v květnu 1999 se stal Kasjanov ministrem financí v nově sestavené vládě Sergeje Stěpašina. V červnu téhož roku byl rovněž jmenován členem Rady bezpečnosti Ruské federace. Hlavní prioritou jeho práce bylo dokončení restrukturalizace zahraničního dluhu a sestavení vyrovnaného státního rozpočtu na rok 2000. Kasjanov předložil věřitelům návrh konverze sovětských dluhů do dlouhodobých cenných papírů s možností částečného odpuštění závazků. I když Londýnský klub návrh formálně nepřijal, ani jej neodmítl, jednání pomohla odvrátit hrozbu státního bankrotu.
Po rozpuštění Stěpašinovy vlády si Kasjanov své místo udržel i v novém kabinetu vedeném Vladimirem Putinem. Dne 10. ledna 2000 byl jmenován prvním místopředsedou vlády. Vzhledem k tomu, že Putin dočasně zastával i funkci prezidenta, připadla Kasjanovovi faktická odpovědnost za řízení vlády, přičemž si zároveň ponechal i post ministra financí.

### Předseda vlády (2000–2004)
Dne 17. května 2000 schválila Státní duma Michaila Kasjanova do funkce předsedy vlády Ruské federace. Během svého čtyřletého mandátu realizoval řadu zásadních strukturálních reforem, které přispěly ke stabilizaci ruské ekonomiky a jejímu návratu k růstu po krizových 90. letech. Jeho vláda prosadila rozsáhlé změny v daňovém a rozpočtovém systému, liberalizovala kapitálové toky a zahraniční obchod, provedla důchodovou, celní i agrární reformu. Výsledkem těchto opatření byla stabilizace makroekonomického prostředí – inflace, která byla v 90. letech dvojciferná, se postupně snížila, hrubý domácí produkt i reálné příjmy obyvatel vzrostly o více než třetinu. Toho bylo dosaženo navzdory relativně nízkým světovým cenám ropy v prvních letech mandátu.
Za jeden z největších úspěchů jeho kabinetu je považována daňová reforma z let 2000–2002. Zavedena byla jednotná sazba daně z příjmu ve výši 13 %, čímž se Rusko zařadilo mezi první země světa s tzv. rovnou daní, zrušeny daně z obratu a snížena DPH na 18%. Současně byly omezeny sociální odvody na 26%. Tyto změny výrazně zvýšily příjmy státního rozpočtu. V roce 2003 byla reformována daňová politika v oblasti ropy a plynu – nově byly nadměrné příjmy odváděny do Stabilizačního fondu, jehož cílem bylo chránit státní rozpočet před výkyvy světových cen komodit. Zavedlo se povinné pojištění vozidel a bankovních vkladů, liberalizovalo se devizové právo a byl vytvořen systém státní podpory zemědělství a strojírenství. Kasjanovova vláda se rovněž zaměřila na rozvoj malého a středního podnikání – byl zaveden zjednodušený daňový systém, zjednodušila se registrace firem a omezily se nadměrné kontroly.
Zemědělská reforma umožnila převod půdy do soukromého vlastnictví a vytvořila podmínky pro vznik efektivního trhu s půdou. Zavedením nových úvěrových mechanismů došlo k obnovení investic do agrárního sektoru, což vedlo k růstu domácí produkce obilovin. Již na počátku roku 2004 se Rusko po více než devíti dekádách opět stalo nejen soběstačným, ale i významným světovým vývozcem obilí.
Navzdory těmto úspěchům se Kasjanov ke konci svého mandátu dostal do otevřeného sporu s prezidentem Putinem, především kvůli zásahu státu vůči podnikateli Michailu Chodorkovskému, šéfovi ropné společnosti Jukos. Kasjanov se rovněž stavěl proti plánům Kremlu na posílení role státu v ekonomice, odmítal omezení tržních principů, podporoval liberalizaci trhu s plynem a usiloval o redukci státní správy. V důsledku těchto napětí byl 24. února 2004, dva týdny před prezidentskými volbami, Kasjanov spolu s celým kabinetem prezidentem odvolán. Tato událost symbolicky ukončila jednu z posledních etap relativní liberálnosti ruské hospodářské politiky a znamenala nástup éry většího vlivu státu nad klíčovými sektory ekonomiky.

## Politická aktivita po demisi
Podle Kasjanova mu Vladimir Putin po jeho odvolání třikrát nabízel funkci předsedy Bezpečnostní rady, což Kasjanov odmítl se slovy, že může přijmout pouze volenou funkci. Putin mu také nabízel, aby se podílel na vytvoření mezinárodní banky pro spolupráci s Evropskou unií. Dva měsíce po teroristickém útoku na beslanskou školu, ke kterému došlo na začátku září 2004, Kasjanov Putinovi oznámil, že s ním přerušuje veškerou spolupráci.
K prvnímu výročí svého odvolání (24. února 2005) uspořádal Michail Kasjanov tiskovou konferenci, na které uvedl, že by mohl kandidovat na prezidenta ve volbách v roce 2008.
Na prezentaci v Mezinárodním institutu pro strategická studia dne 26. června 2006 Kasjanov kritizoval Putinovu administrativu. Prohlásil: „Dělba moci byla fakticky zrušena a nahrazena takzvanou ‚vertikálou moci‘, která je založena na mylné představě, že všechny významné společenské a politické procesy musí být pod kontrolou státu. Vláda a parlament už nedokážou fungovat bez každodenních instrukcí. Soudnictví je čím dál více servilní. Nezávislá televize na federální úrovni už neexistuje a v regionech je systematicky potlačována. Státní podniky a samotný stát navíc posilují svou kontrolu nad elektronickými i tištěnými médii. Odpovědnost regionální úrovně moci byla zcela zničena zrušením přímých voleb guvernérů.“
V ruských státem ovládaných médiích se začala objevovat obvinění, že Kasjanov během svého působení na ministerstvu financí v letech 1993 až 1999 pobíral dvouprocentní provizi výměnou za ignorování úplatků a nelegálních obchodních aktivit, čímž si vysloužil přezdívku „Míša dvě procenta“.
V roce 2005 poslanec Jednotného Ruska Alexandr Chinštejn obvinil Kasjanova, že během svého premiérského mandátu levně zprivatizoval státem vlastněnou rekreační chatu Sosnovka-1. Generální prokuratura zahájila trestní řízení a v roce 2007 soud rozhodl, že má Kasjanov vrátit majetek státu a uhradit škodu přes 108 milionů rublů. Kasjanov obvinění odmítl a tvrdil, že jde o cílenou diskreditační kampaň.
Soud později potvrdil, že Kasjanov koupil objekt legálně jako řádný nabyvatel, ale v roce 2007 byl majetek vrácen státu. Podle Der Spiegel Kasjanov tvrdil, že jeho jediným příjmem ve veřejné funkci byl plat a že se po odchodu z vlády soukromému podnikání věnoval jen krátce.
Prezidentské volby 2008
V září 2005 Kasjanov znovu oznámil svůj úmysl kandidovat v prezidentských volbách a ostře kritizoval činnost ruské vlády. V listopadu 2005 Kasjanov oznámil záměr vést Demokratickou stranu Ruska a opírat se o ni v kampani. Úřady tomu zabránily uspořádáním „paralelního“ sjezdu, kde bylo vedení strany předáno Andreji Bogdanovovi.
Dne 8. dubna 2006 Kasjanov založil nové meziregionální hnutí „Lidově-demokratický svaz“, které bylo 1. července přeměněno na celostátní hnutí „Ruský lidově-demokratický svaz“ (RNDS). V červenci 2006 se zúčastnil opozičního fóra „Jiné Rusko“ a vstoupil do politické rady koalice usilující o vytvoření demokratického státu. Na druhém sjezdu RNDS v červnu 2007 byl navržen Eduardem Limonovem jako společný kandidát „Jiného Ruska“, nicméně 3. července Kasjanov z koalice vystoupil. Dne 22. září 2007 byl zvolen předsedou nově vznikající strany „Lidé za demokracii a spravedlnost“, založené na základě RNDS.
Dne 27. ledna 2008 mu bylo oficiálně odmítnuto zaregistrování jako kandidáta na prezidenta kvůli vadným podpisovým archům. Následující den úřady zamítly i registraci jeho strany. Dne 1. února 2008 Kasjanov neúspěšně napadl rozhodnutí volební komise u Nejvyššího soudu Ruské federace. Kasjanov poté ruské občany vybídl k bojkotu voleb a uvedl, že Rusko se definitivně vydalo na cestu „zlodějského totalitarismu s neodvolatelnými a nelegitimními vládci". Od té doby se již o prezidentskou kandidaturu nepokoušel.
Na podzim 2008 byl v Praze hostem konference Forum 2000. Byl blízkým přítelem opozičního lídra Borise Němcova, zastřeleného v únoru 2015.
Michail Kasjanov opustil v červnu 2022 Rusko. Ruské ministerstvo spravedlnosti jej zaneslo 24. listopadu 2023 do seznamu zahraničních agentů.

### Názory
Veřejně kritizuje ruskou anexi ukrajinského Krymu a zahraniční politiku ruského prezidenta Vladimira Putina.
Během rusko-ukrajinské krize v roce 2022 uvedl, že motivací ruského prezidenta Putina je touha získat respekt Západu – který nemá, a proto se jej domáhá silou. Kromě toho mu zbývají dva roky do dalších prezidentských voleb v době, kdy se životní úroveň Rusů stále zhoršuje. Proto Putin, tak jako jiní diktátoři, potřebuje vnějšího nepřítele, aby mobilizoval společnost. „To je jeho hlavní způsob, jak si chce udržet moc, a způsob, jak vysvětlit Rusům, proč v zemi k ničemu pozitivnímu nedochází. „Protože nás Západ brzdí, protože nás Západ ohrožuje, protože nás chce Západ ovládnout.““, uvedl Kasjanov.